# Thinophilus acutifacies
Thinophilus acutifacies är en tvåvingeart som först beskrevs av Jennifer L. Hollis 1964.  Thinophilus acutifacies ingår i släktet Thinophilus och familjen styltflugor. Inga underarter finns listade i Catalogue of Life.